# メイフィールドの怪人たち
『メイフィールドの怪人たち』（原題：The 'Burbs）は、トム・ハンクスが主演した1989年のホラーコメディ映画。

## 概要
この作品は、当時『ビッグ』でアカデミー主演男優賞にノミネートされて注目を浴びていたトム・ハンクスが、数あるオファーの中から自ら選び出した。それまでハンクスが主演してきたさわやかなコメディ映画とは打って変わって、ホラーの要素満載の映画になっている。興行成績が2週連続トップに躍り出る成績を残した。

## あらすじ
閑静な郊外の住宅街メイフィールド・プレイス。ある日、平凡な家庭を持つレイ・ピーターソン（トム・ハンクス)の家の隣に、クロペック一家が引っ越してくる。一ヶ月以上経つにもかかわらず、挨拶も無く、近所で一家を見かける人もほとんどいなかった。芝生の手入れも、外壁の舗装も施されない薄気味悪い屋敷の地下室からは、夜な夜な近所中に響くほどの轟音が鳴り響く。そんな隣人の怪しげな噂を次々と耳にしたレイは、妻のキャロル（キャリー・フィッシャー)の忠告に耳を傾けず、近所に住む友人のアート（リック・ダコマン)と退役軍人のマーク（ブルース・ダーン)とクロペック一家の正体を突き止めようとする。特に大きな進展もないままだったのだが、ある日近所に住む老人のウォルター（ゲイル・ゴードン）が突然姿を消す。その上、ピーターソン家の庭から人骨と思われる骨まで発見されて、クロペック一家の仕業でウォルターは悪魔の生贄にされたと思い込んだ3人は、クロペック一家に接触して真相を明らかにしようと一層本気になるのだが…。

## キャスト
| 役名                                     | 俳優                   | 日本語吹替                                                                         | 日本語吹替                          |
| 役名                                     | 俳優                   | テレビ朝日版                                                                       | ソフト版                            |
| ---------------------------------------- | ---------------------- | ---------------------------------------------------------------------------------- | ----------------------------------- |
| レイ・ピーターソン                       | トム・ハンクス         | 山寺宏一                                                                           | 松本保典                            |
| マーク・ラムズフィールド                 | ブルース・ダーン       | 羽佐間道夫                                                                         | 野沢那智                            |
| キャロル・ピーターソン                   | キャリー・フィッシャー | 高島雅羅                                                                           | 渡辺美佐                            |
| アート・ワインガートナー                 | リック・ダコマン       | 安原義人                                                                           | 塩屋浩三                            |
| リッキー・バトラー                       | コリー・フェルドマン   | 塩屋翼                                                                             | 飯泉征貴                            |
| ボニー・ラムズフィールド                 | ウェンディ・シャール   | 平野文                                                                             | 本田貴子                            |
| ドクター・ウェルナー・クロペック         | ヘンリー・ギブソン     | 内田稔                                                                             | 小林恭治                            |
| ルーベン・クロペック                     | ブラザー・セオドア     | 飯塚昭三                                                                           | 辻村真人                            |
| ハンス・クロペック                       | コートニー・ゲインズ   | 牛山茂                                                                             | 風間勇刀                            |
| ウォルター・セズニック                   | ゲイル・ゴードン       | 上田敏也                                                                           | 中博史                              |
| ヴィック（ゴミ収集人）                   | ディック・ミラー       | 田中康郎                                                                           | 後藤哲夫                            |
| ジョー（ゴミ収集人）                     | ロバート・ピカード     | 田原アルノ                                                                         | 多田野曜平                          |
| デイヴ・ピーターソン                     | コリー・ダンジガー     | 小松直史                                                                           | 小林由美子                          |
| スージー・ワインガートナー（アートの妻） | パトリカ・ダーボ       |                                                                                    |                                     |
| 役不明又はその他                         |                        | 小金沢篤子 吉田美保 中田和宏 小野健一 村松康雄 叶木翔子 堀内賢雄 菊池正美 広瀬正志 | 彩木香里 柚木麻友子 浦田優 奥田啓人 |
|                                          |                        |                                                                                    |                                     |
| 演出                                     |                        | 田島荘三                                                                           | 岩見純一                            |
| 翻訳                                     |                        | たかしまちせこ                                                                     | 中村久世                            |
| 調整                                     |                        | 遠西勝三                                                                           |                                     |
| 効果                                     |                        | PAG                                                                                |                                     |
| 制作                                     |                        | コスモプロモーション                                                               | ACクリエイト                        |
| 初回放送                                 |                        | 1992年9月27日 『日曜洋画劇場』                                                     | 2004年8月25日 発売のDVDに初収録     |

## スタッフ
- 監督：ジョー・ダンテ
- 製作：マイケル・フィネル、ラリー・ブレズナー、ロン・ハワード
- 音楽：ジェリー・ゴールドスミス
- 脚本：ダナ・オルセン
- 撮影：ロバート・スティーヴンス
- 編集：マーシャル・ハーヴェイ
- 衣装：ロザンナ・ノートン